# Leiophron rugitergum
Leiophron rugitergum är en stekelart som beskrevs av Sergey A. Belokobylskij 2000. Leiophron rugitergum ingår i släktet Leiophron och familjen bracksteklar. Inga underarter finns listade i Catalogue of Life.